# Taghårstjerne
Taghårstjerne (Syntrichia ruralis), ofte skrevet tag-hårstjerne, er et almindeligt, xerofytisk mos i Danmark. Den vokser i tætte puder på ofte sandet og kalkrigt underlag og er iøjnefaldende med sine tungeformede blade med lang, farveløs hårspids. Det videnskabelige artsnavn ruralis betyder 'hjemmehørende på landet'. Det danske navn hentyder til at mosset vokser almindeligt på stråtage.
Taghårstjerne har oprette, 3-4 cm høje skud med ca 3-4 mm lange, tungeformede blade forsynet med en kraftig brun ribbe, der løber ud i en lang, farveløs, tandet hårspids. I fugtigt vejr er bladene bagudbøjede (squarrøse). Bladranden er smalt tilbagebøjet i næsten hele dens længde. Sporehuse findes hist og her og modnes om foråret. Arten har tidligere været inddelt i underarter, der nu er udskilt som arterne spidsbladet hårstjerne (Syntrichia ruraliformis) og kalkhårstjerne (Syntrichia calcicola).
Taghårstjerne er udbredt i store dele af verden, i Europa mod nord til Svalbard. Arten er i øvrigt rapporteret fra Asien, Afrika, Nordamerika, Patagonien i Sydamerika, Oceanien og Australien. Desuden er den kendt fra Grønland, Island og Færøerne.